# Travelog
Travelog. Porträtt – bilder från en resa är en film från 1969 av konstnären och filmaren Claes Söderquist. Filmen är ett collage av dagbokslika betraktelser från en resa till New York, och vidare med bil till Kalifornien 1968. I Travelog dokumenterar Söderquist sina möten med ett antal konstnärskolleger. Filmen är 28 minuter lång. 

## Medverkande
- Robert Bechtle
- Howard Kanowitz
- Edward Kienholz
- Alfred Leslie
- Richard McLean
- Robert Nelson
- Lowell Nesbitt[1]

## Handling
Dagboksfilm från en resa i USA 1968 med ett antal möten med konstnärer med koppling till fotorealism och film. Filmen är sprungen ur Söderquists intensiva intresse för den amerikanska konsten han kommit i kontakt med via Pontus Hulténs utställningar och filmvisningar på Moderna Museet. I Travelog närmar sig Söderquist ett antal ämnen som skulle komma att uppta honom under de kommande decennierna. Han utforskar konstnärsrollen och börjar bygga upp ett filmspråk grundat på betydelsen av platsen, tiden och rörelsen. Han berör även det sociala och politiska uppvaknandet som starkt präglade tiden vid filmens tillkomst. 